# Christoph Steding
Heinrich Christoph Steding (* 11. Februar 1903 in Waltringhausen; † 8. Januar 1938 in Potsdam) war ein deutscher Historiker.

## Leben
Christoph Steding begann 1922 mit dem Studium der Germanistik, Geographie, Indologie, Geschichte, Völkerkunde und Philosophie in Hannover. Er studierte danach noch an den Universitäten in Freiburg/Breisgau, Marburg und Münster und dann wiederum in Marburg. Er promovierte schließlich 1931 in Marburg bei Wilhelm Mommsen mit einer Arbeit über Politik und Wissenschaft bei Max Weber.
Ende 1932 begann ein längerer Auslandsaufenthalt (in der Schweiz, den Niederlanden, Dänemark, Norwegen, Schweden und Finnland), u. a. ermöglicht durch ein Stipendium der Rockefeller-Stiftung. Dort sollte er Materialien zu einer geplanten Arbeit zur Rolle der neutralen Staaten im Zeitalter Bismarcks sammeln.
1934 kehrte Steding nach Deutschland zurück; sein Manuskript fand schließlich Annahme beim 1935 gegründeten Reichsinstitut für Geschichte des neuen Deutschlands (Präsident: Walter Frank). 1938 erlag er einem Nierenleiden. Auf Veranlassung seiner Frau Elly erschien noch im selben Jahr das unvollendete Werk Das Reich und die Krankheit der europäischen Kultur bei der Hanseatischen Verlagsanstalt; ein Auszug wurde 1942 als Das Reich und die Neutralen veröffentlicht. Da Helmut Heiber ausführlich auf die von Walter Frank getätigten mutwilligen Veränderungen des Manuskripts hinwies, bleibt zudem die Frage im Raum, in welchem Umfang die NS-Diktion originär von Steding stammte und wie viel Frank aus eigener Feder beisteuerte.

## Wirkung
Christoph Steding ist heute kaum mehr bekannt, doch spricht der Max Weber-Biograph Joachim Radkau von ihm als dem „merkwürdigste[n] Phänomen der Weber-Rezeption im Nationalsozialismus“. Man spüre in der Dissertation „eine intime Identifikation mit dem leidenden Weber“; dieser komme auch im posthumen Hauptwerk „noch häufiger vor als Adolf Hitler“, was Walter Frank wiederum erlaubte, in einem Vorwort Weber für den Nationalsozialismus zu reklamieren. Wolfgang J. Mommsen schreibt, Steding habe Weber „aus dem Blickwinkel des Faschismus als widerspruchsvollen Repräsentanten des zum Niedergang verurteilten Bürgertums dargestellt“. Neben Weber soll auch Carl Schmitt einen bedeutenden Einfluss auf Steding ausgeübt haben; Schmitt wiederum hat  Das Reich und die Krankheit der europäischen Kultur 1939 rezensiert.
Zwar wird Steding bisweilen als Beispiel einer Geschichtsschreibung spezifisch nationalsozialistischen Charakters genannt – der Philosoph Peter Sloterdijk nennt ihn gar „den einzigen begabteren NS-Theoretiker“, doch ist seine Stellung gegenüber dem Nationalsozialismus umstritten. So formulierte der Schriftleiter der NS-Zeitschrift Bücherkunde im  Maiheft 1939 eine völlige Ablehnung des Werkes, die in der Feststellung gipfelte: „Es führt von ihm kein noch so schmaler Steg zu uns hinüber“. Radkau bezeichnet Steding als „Einzelgänger“, der die völkische Rassenlehre angegriffen habe, und verweist auf den Zwist zwischen dem Frank’schen Institut und dem „Amt Rosenberg“, womit die Weber-Rezeption allerdings nichts zu tun gehabt habe. Andernorts wird er wiederum, wenn auch eher beiläufig, zu einem führenden Ideologen des Nationalsozialismus stilisiert. Tatsächlich war im Einflussbereich Rosenbergs jegliche Erwähnung Stedings in der Presse verboten, was allerdings nicht verhindern konnte, dass  Das Reich und die Neutralen in einer Sonderausgabe für die Frontsoldaten erschien.
Theodor W. Adorno schrieb 1941 im Aufsatz „Spengler Today“: „Spengler gehört, zusammen mit Klages, Moeller van den Bruck, wie auch Jünger und Steding, zu denjenigen Theoretikern der extremen Reaktion, deren Liberalismuskritik sich derjenigen der Linken in vielerlei Hinsicht überlegen zeigte.“ Anders als die genannten Autoren wird Steding allgemein jedoch nicht zur sog. „Konservativen Revolution“ gerechnet und findet in der einschlägigen Literatur kaum Erwähnung.

## Werke
- Politik und Wissenschaft bei Max Weber. 1932.
- Das Reich und die Krankheit der europäischen Kultur. 1938. Nachdruck der 5. Aufl. 1943 im Verlag für ganzheitliche Forschung, Viöl 1997, ISBN 3-927933-97-X; Nachdr. der Ausgabe 1938 bei Arnshaugk, Neustadt an der Orla 2012, ISBN 978-3-926370-85-3. ["The Reich and the Disease of European Culture: Part II." Uthwita Press, 2023.]
- Das Reich und die Neutralen, 1942 (Auszug aus Das Reich und die Krankheit der europäischen Kultur), Hanseatische Verlagsanstalt, 1943